# Pondok Gajah
Pondok Gajah is een bestuurslaag in het regentschap Bener Meriah van de provincie Atjeh, Indonesië. Pondok Gajah telt 1142 inwoners (volkstelling 2010).